# Sabethes undosus
Sabethes undosus är en tvåvingeart som först beskrevs av Daniel William Coquillett 1906.  Sabethes undosus ingår i släktet Sabethes och familjen stickmyggor. Inga underarter finns listade i Catalogue of Life.